# Betor-Pub
 (août 2014).
Le Betor-Pub est un syndicat affilié à la Confédération française démocratique du travail. Il regroupe les salariés, cadres et non cadres, des entreprises basées en Île-de-France et couvertes par cinq conventions collectives différentes :
- la convention dite Syntec : services informatiques, bureaux d'études, ingénierie, conseil, instituts de sondage, foires et salons ;
- la publicité, routage ;
- l’activité comptable : experts comptables, associations de gestion agréées.

Fondé en octobre 1963 au sein de la CFTC pour organiser les nouvelles professions de l'ingénierie et du conseil, le Betor (acronyme pour "bureaux d'études et organismes de réalisation") a suivi la majorité lors du congrès de 1964 créant la CFDT. Le syndicat s'est appelé Betor-Pub après sa fusion avec le syndicat national de la publicité CFDT. Il est rattaché à la Fédération communication conseil culture CFDT.

## Histoire du Betor puis Betor Pub
Le 12 octobre 1963 :
Quelques collègues[Quoi ?] des Bureaux d’Études socio-économiques fondent le syndicat national des Bureaux d’Études et d’Organismes de Réalisation : Le Betor.
Les participants de l’Assemblée Générale Constitutive sont :
- Les sections fondatrices : AUROC, BETUR, BIPE, CINAM, CREDOC, LAURP, OTU, SCET, SCIC, SEDES, SEMA, SEMBASO.
- Le représentant de la Fédération Employés, Monsieur Guy Sulter, et celui de la Fédération des Cadres, Monsieur François Lagandré.
- Enfin, Messieurs André Baupaume, Henri Cholet et Jean-Claude Lehnert étaient invités à cette Assemblée.

De 1963 à 1967, les effectifs oscilleront entre 360 et 480 adhérents.
En 1965, le Betor est l’un des syndicats fondateur de la Fédération des Services, Jean-Louis Palierne entre au Bureau Fédéral.